# Tirage (mathématiques)
Pour les articles homonymes, voir tirage.
En mathématiques, en particulier dans le cadre de l'étude des probabilités, on effectue un tirage lorsqu'on sélectionne aléatoirement un sous-ensemble d'un ensemble d'éléments. L'analogie souvent donnée est celle d'une urne dont l'intérieur est invisible et contenant par exemple des boules numérotées ou colorées, dont l'opérateur prélève un nombre prédéfini.

## Tirage sans remise
Soit une urne contenant N boules, dont m boules blanches. Les autres boules sont noires (il y en a donc N – m).
Considérons l'expérience suivante : tirer (sans remise) un échantillon de n boules.
La probabilité d'obtenir alors k boules blanches est donné par une loi hypergéométrique. Si on appelle X le nombre de boules blanches tirées, la probabilité d'en avoir k s'écrit {\displaystyle \mathbb {P} (X=k)} et vaut :
{\displaystyle p(X=k)={\frac {C_{m}^{k}C_{N-m}^{n-k}}{C_{N}^{n}}}}.
Ceci se comprend ainsi : le nombre de combinaisons correspondant à k boules blanches se calcule en multipliant le nombre de possibilités de tirage de k boules blanches parmi m (Ck
m aussi noté {\displaystyle {m \choose k}}) par le nombre de possibilités de tirage du reste, soit n – k boules noires parmi N – m (soit Cn – k
N – m). Il faut ensuite diviser ce nombre de possibilité par le nombre total de tirages (Cn
N) pour obtenir la probabilité cherchée.

## Tirage avec remise
Il s'agit de retirer un objet, noter sa ou ses caractéristiques et le remettre dans l'urne. Ce problème est lié au problème d'occupation,qui consiste à jeter n boules dans k urnes différentes et ensuite compter le nombre d'urnes vides.

### Exemple de tirage avec remise
Pour une urne contenant m boules, la probabilité de les avoir toutes tirées au cours de n tirages successifs avec remise est de
{\displaystyle \sum _{i=0}^{m}(-1)^{m-i}{m \choose i}\left({\frac {i}{m}}\right)^{n}}
Pour 201 boules, c'est à partir de 1986 tirages que l'on obtient une probabilité d'au moins 99 % de les avoir toutes tirées (Voir la démonstration du cas général).